# Aequorea coerulescens
Aequorea coerulescens är en nässeldjursart som först beskrevs av Brandt 1838.  Aequorea coerulescens ingår i släktet Aequorea och familjen Aequoreidae. Inga underarter finns listade i Catalogue of Life.

## Bildgalleri

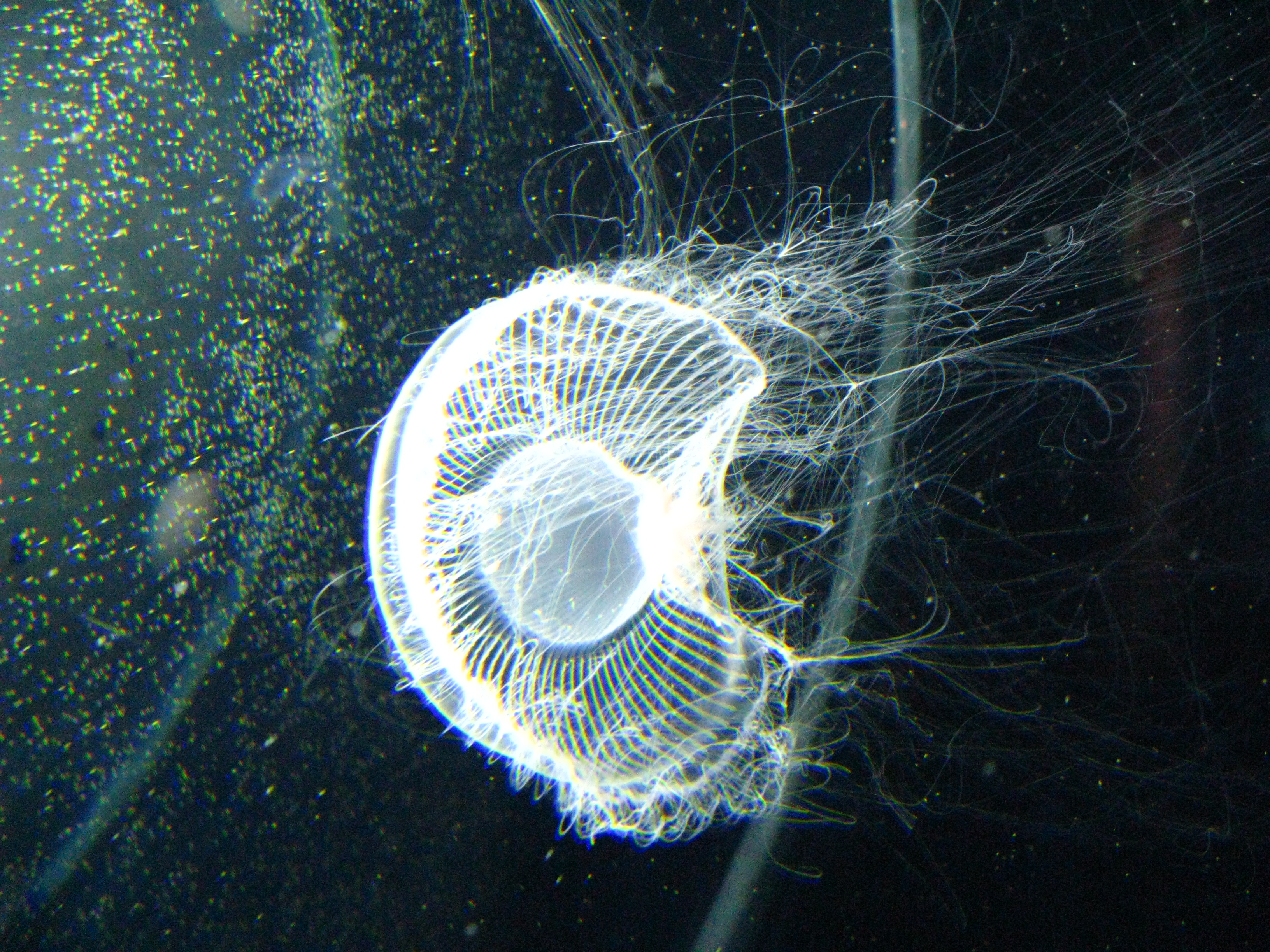